# Mistrzostwa Świata w Narciarstwie Klasycznym 1974
Mistrzostwa Świata w Narciarstwie Klasycznym 1974 miały miejsce w dniach 16 – 24 lutego 1974 w szwedzkim Falun. Impreza ta już po raz drugi odwiedziła to miasto.

## Biegi narciarskie

### Biegi narciarskie mężczyzn
| Konkurencja        | Data           | Złoto                                                                                | Srebro                                                                           | Brąz                                                                        |
| ------------------ | -------------- | ------------------------------------------------------------------------------------ | -------------------------------------------------------------------------------- | --------------------------------------------------------------------------- |
| 15 km              | 19 lutego 1974 | Magne Myrmo 41:39.09                                                                 | Gerhard Grimmer 41:40.01                                                         | Wasilij Roczew 41:40.65                                                     |
| 30 km              | 17 lutego 1974 | Thomas Magnuson 1:33:41.40                                                           | Juha Mieto 1:34:34.81                                                            | Jan Staszel 1:34:56.49                                                      |
| 50 km              | 24 lutego 1974 | Gerhard Grimmer 2:19:45.26                                                           | Stanislav Henych 2:21:35.50                                                      | Thomas Magnuson 2:21:49.42                                                  |
| Sztafeta 4 × 10 km | 21 lutego 1974 | NRD · Gerd Heßler · Dieter Meinel · Gerhard Grimmer · Gert-Dietmar Klause 2:03:15.85 | ZSRR · Iwan Garanin · Fiodor Simaszow · Wasilij Roczew · Jurij Skobow 2:03:26.31 | Norwegia · Magne Myrmo · Odd Martinsen · Ivar Formo · Oddvar Brå 2:03:46.03 |

Brązowy medal Jana Staszela był pierwszym medalem reprezentanta Polski w narciarstwie biegowym w historii mistrzostw świata.

### Biegi narciarskie kobiet
| Konkurencja       | Data           | Złoto                                                                                  | Srebro                                                                          | Brąz                                                                                                 |
| ----------------- | -------------- | -------------------------------------------------------------------------------------- | ------------------------------------------------------------------------------- | --- |
| 5 km              | 18 lutego 1974 | Galina Kułakowa 15:17.42                                                               | Blanka Paulů 15:19.15                                                           | Raisa Smietanina 15:34.80                                                                            |
| 10 km             | 20 lutego 1974 | Galina Kułakowa 31:25.78                                                               | Barbara Petzold 31:50.55                                                        | Helena Takalo 31:59.54                                                                               |
| Sztafeta 4 × 5 km | 23 lutego 1974 | ZSRR · Nina Fiodorowa · Nina Seliunina · Raisa Smietanina · Galina Kułakowa 1:02:57.39 | NRD · Sigrun Krause · Petra Hinze · Barbara Petzold · Veronika Hesse 1:03:09:14 | Czechosłowacja · Alena Bartošová · Gabriela Sekajová · Miroslava Jaškovská · Blanka Paulů 1:03:52.57 |

## Kombinacja norweska
| Konkurencja         | Data              | Złoto                 | Srebro                | Brąz               |
| ------------------- | ----------------- | --------------------- | --------------------- | ------------------ |
| Zawody indywidualne | 17–18 lutego 1974 | Ulrich Wehling 421.14 | Günter Deckert 420.28 | Stefan Hula 417.93 |

## Skoki narciarskie
| Konkurencja                       | Data           | Złoto                       | Srebro               | Brąz                     |
| --------------------------------- | -------------- | --------------------------- | -------------------- | ------------------------ |
| Normalna skocznia – indywidualnie | 16 lutego 1974 | Hans-Georg Aschenbach 258,9 | Dietrich Kampf 241,2 | Aleksiej Borowitin 239,3 |
| Duża skocznia – indywidualnie     | 23 lutego 1974 | Hans-Georg Aschenbach 240,4 | Heinz Wosipiwo 223,3 | Rudolf Höhnl 217,1       |

## Klasyfikacja medalowa
| Pozycja | Państwo        | Złoto | Srebro | Brąz | Razem |
| ------- | -------------- | ----- | ------ | ---- | ----- |
| 1       | NRD            | 5     | 6      | 0    | 11    |
| 2       | ZSRR           | 3     | 1      | 3    | 7     |
| 3       | Szwecja        | 1     | 0      | 1    | 2     |
| 4       | Norwegia       | 1     | 0      | 1    | 2     |
| 5       | Czechosłowacja | 0     | 2      | 2    | 4     |
| 6       | Finlandia      | 0     | 1      | 1    | 2     |
| 7       | Polska         | 0     | 0      | 2    | 2     |